# 音速
音速（おんそく、英: speed of sound）とは、音が物質（媒質）中を伝わる速さのこと。

## 概説
固体・液体・気体と音速
物質自体が振動することで伝わるため、物質の種類により決まる物性値の1種（弾性波伝播速度）である。
音速は、特に物質の相変化による影響を大きく受け、同じ物質では、固体が最大（つまり固体中の音速が最も速く）、次いで液体、気体の順となる（つまり気体中の音速が最も遅い）。またその物質の状態（温度、密度、圧力）によっても変化し、温度は気体では正の影響を、固体では負の影響を与える。
気相中を音が伝わる場合、おおむね分子量が小さい物質ほど速い傾向を示す。たとえば、媒質が空気（平均分子量29）のときよりヘリウム（分子量4）のときの方が音速は約3倍大きく、吸入してしゃべるとかん高い声になる現象（ドナルドダック効果）が知られている（ただし、100％のヘリウムを吸入すると、窒息して危険なので、必ず空気と同等の酸素含有ヘリウム混合ガスを使用すること）。 
なお、媒質中を伝わる振動の成分は、気体と液体では縦波（疎密波）だけであり進行方向と波が同じ方向になる。いっぽう固体中では横波（ねじれ波）が遅れて伝わる。これは地震波と同様であり、録音した自分の声が違って聞こえる、骨伝導による聴覚への影響の一因でもある。
21世紀の科学技術では音速を超える速度まで物体を加速することが容易になってきており、音速の壁問題などもあるため大きな基準とされる。かつてはさまざまな乗り物で音速を超える速度の最高記録へチャレンジされていたが、その過程ではさまざまな死亡事故が発生してきた。近年では記録のインフレと安全面への配慮から、同様の研究は少なくなってきた。

### 空気中の音速

1気圧の空気の場合の、音速と温度の関係のグラフ。X軸：温度(℃)、Y軸：音速(m/s)。赤線は近似式（一次のテイラー展開：331.5 + 0.6x ）、緑線はより厳密な式（20.055 (x + 273.15)^{1/2} ）による。なお、331.5に替えて331.3を当てる場合もある。

日常生活上での音速というのは空気中の音速であり、近似的に温度のみの一次式で表すことができ、1気圧の乾燥空気では次の式が常用されている。
331.5 + 0.61 t (※) (m/s) （※ t は摂氏温度）
つまり1気圧で0℃のとき音速は毎秒331.5メートルであり、温度が1℃上がるごとに音速は0.61 m/s速くなる。
なお上の式は、気体中の音速の式の摂氏0度での接線をとった近似式である。
多くの分野で音速についていうとき、常温として15℃を採用することが一般的であり、その場合 340.5(m/s)となる。それで一般に、音速を15℃で秒速340mとしている。高校の物理の教科書や試験問題などでも「音速を340 m/sとする」という文章が添えられていることが一般的である。
空気中の音速を直感的にとらえやすい現象として、雷や打ち上げ花火の発光から爆音が届くまでの時間差や、山間部で山彦が発生し音が反響して聞こえるものがある。

### マッハ、標準大気中の音速の「km/h」表示
音速の倍数がマッハ数である。
速度単位の「マッハ」は気圧や気温に影響される。このため、超音速機のスペックを表す場合などは、標準大気中の音速 1,225 km/h が便宜上使われている。
なお、英語の sonic（ソニック）は「音の」「音波の」から転じて、音のように速い=「音速の」という意味を表すが、本来は音速そのものを指す言葉ではない。

### 海水中の音速
海水中の音速の具体値は　1513 m/s　といわれている。つまり、1秒でおよそ1.5km先に伝わる。
より正確には、海水中の音速は水温・圧力・塩分濃度により変化し、次式で近似される。
{\displaystyle c=1449.22+4.623T-0.0546T^{2}+0.1605P+1.391(S-35.0).}
ここでc は音速 (m/s)、T は水温 (°C)、P は圧力 (kg cm−2)、S は塩分 (psu) である。
海面近くでは水温が高いため音速は高く、一方水深が深いと圧力が大きいためにやはり音速は高くなる。そのため中層で音速極小層（SOFAR層）が生じ、フェルマーの原理より海中の音波はSOFAR層の近くに束縛されて2次元的に伝播するという特性をもつ。

### 地殻中の音速
地殻における音速は5-7 km/sである。これは地震の初期微動速度と等値である。
その他、各物質中の音速については#物性値の例で説明

## 定義と公式
音速には位相速度と群速度があるが、一般的に音速というときは位相速度のことをさす。

### 気体
気体中では、音速は比熱比、平均分子量、温度に依存する。圧力はほとんど影響しない。ここで κ を気体の比熱比、R を気体定数、T を気体温度、M を気体の平均分子量とすると音速 c は
{\displaystyle c={\sqrt {\frac {\kappa RT}{M}}}}
と表される。なお、この関係から、音速測定によって気体定数を求めることもある。
もしくは、気圧 p [N/m2] と密度 ρ [kg/m3] を用いて
{\displaystyle c={\sqrt {\frac {\kappa p}{\rho }}}}
とも表せる。

#### 湿り空気
通常、空気中の音速は湿度を無視して乾燥空気に対する近似式で求められるが、湿度の影響を加える場合は以下による。まず、温度から乾燥空気中の音速を求め、c とする。ついで、気圧 H 、水蒸気圧 p 、水蒸気の定圧比熱と定積比熱との比 γw 、乾燥空気の比熱比 γより、その水蒸気圧における音速 c' は、
{\displaystyle c'=c{\bigg /}{\sqrt {1-{\frac {p}{H}}\left({\frac {\gamma _{w}}{\gamma }}-0.622\right)}}}
となる。

### 液体
物質の違いにあまり影響されず、おおむね 1000-1500 m/s の範囲に集中している。多くは高温ほど遅いが、水は74℃までは上昇し最高速を示す。また、水銀では周波数による差が知られており、高いほど速い。
液体中では、体積弾性率を K として、
{\displaystyle c={\sqrt {K \over {\rho }}}}
とされる。

#### 気泡を含む液体
小さな気泡を多数含む液体の音速は、両者の中間値にならず、より小さくなる。これは、質量の大きい液体が、体積弾性率の小さい気体をばねとして振動するためである。これはお湯に粉末を溶かしたときに発生する気泡によって容易に確かめることができる（ホットチョコレート効果）。
液体の密度をρw、体積弾性率を Kw、気体の密度を ρa、体積弾性率をKa、体積分率を α とすると、混合流体の音速は、
{\displaystyle c=\left[\left({\frac {\alpha }{K_{a}}}+{\frac {1-\alpha }{K_{w}}}\right)(\alpha \rho _{a}+(1-\alpha )\rho _{w})\right]^{-{\frac {1}{2}}}}
または Kw >> Ka 、ρw >> ρa と仮定し、α→0, 1 の場合を除く近似式として
{\displaystyle c={\sqrt {\frac {K_{a}}{\alpha (1-\alpha )\rho _{w}}}}}
で表される。液体を水、気体を空気とすると、音速の最小値は α= 0.5 のとき c = 23.7 m/s まで小さくなる。

### 固体
固体の場合、伝播される振動が複数あり、速度も異なる。また、物体の形状や構成（純物質では結晶構造、混合物では成分比など）によって影響される。このほか、結晶方向と伝播方向による差や、周波数による差も大きいなど、固体の音速は非常に複雑となっている。
基本式は、弾性率を M 、密度を ρ とすると、
{\displaystyle c={\sqrt {M \over {\rho }}}}
となる。

#### 縦波
気体や液体と同じ縦波（疎密波）は、固体の音速で最も速く、等方的で無限に広がっている十分に大きな物体で、剛性率 を G、体積弾性率を K とすると、次の通り。
{\displaystyle c_{l}={\sqrt {\frac {K+{\frac {4}{3}}G}{\rho }}}}

#### 横波
かなり遅く、物質によっては縦波の半分以下となる。縦波同様に、次の通り。
{\displaystyle c_{t}={\sqrt {G \over {\rho }}}}

#### 棒の縦振動
縦波と横波の中間よりやや速く、物質によっては縦波とほぼ同じとなる。物体の形状が波長に対して十分に細いとき、ヤング率を E とすると、次の通り。
{\displaystyle c_{3}={\sqrt {E \over {\rho }}}}

#### 表面波
物体表面（境界）で観測され、レイリー波とラブ波が知られている。横波と同程度か、やや遅い。

#### 屈曲波
物体が板状で、波長に対して十分に広いときに出現し、速度が振動数の平方根に比例する。ヤングの弾性率を E、振動数を f、厚さを t、ポアソン比を δ とすると、次の通り。
{\displaystyle c_{b}=\left({{\pi }^{2}f^{2}t^{2}E \over 3{\rho }(1-{\delta }^{2})}\right)^{\frac {1}{4}}}

## 物性値の例
国立天文台が発行する理科年表から、種々の物質中の音速を例示する。原則として気体は 1気圧 0℃での値、その他は概ね常温。
| 物質名           | 縦波 [m/s] | 横波 [m/s] |
| ---------------- | ---------- | ---------- |
| 乾燥空気         | 331.45     |            |
|                  |            |            |
| 水蒸気（100℃）   | 473        |            |
| 水               | 1500       |            |
| 海水             | 1513       |            |
| 氷               | 3230       | 1600       |
|                  |            |            |
| 水素             | 1269.5     |            |
| ヘリウム         | 970        |            |
| 窒素             | 337        |            |
| 酸素             | 317.2      |            |
| 塩素             | 205.3      |            |
| アルゴン         | 319        |            |
|                  |            |            |
| 水銀             | 1450       |            |
| グリセリン       | 1986       |            |
| ベンゼン         | 1295       |            |
| エタノール       | 1207       |            |
| 四塩化炭素       | 930        |            |
| 二酸化炭素       | 258        |            |
|                  |            |            |
| ベリリウム       | 12890      | 8880       |
| アルミニウム     | 6420       | 3040       |
| 鉄               | 5950       | 3240       |
| 金               | 3240       | 1220       |
| 鉛               | 1960       | 690        |
| 溶融水晶         | 5968       | 3764       |
| ポリスチレン     | 2350       | 1120       |
| 軟質ポリエチレン | 1950       | 540        |
| 天然ゴム         | 1500       | 120        |

## 音速の研究史

### 古代
古代および中世において、音速を実際に測定したという記録はない。しかし、音が光に比べて遅い速度で伝わるということは、古代から知られていた。たとえば紀元前1世紀に、ルクレティウスは、雷の光が目に届いてから雷鳴が聞こえることや、遠くで木こりが木を切ったのが見えてから木を切る音が聞こえることを指摘している。
また古代ギリシアでは、音の高さによって音速が異なるかについて議論になっている。たとえばアルキタスは、高い音は速く伝わり、低い音はゆっくり伝わると述べていた。なぜなら、棒で何かをゆっくり叩くと低い音が聞こえ、すばやく叩くと高い音が聞こえるからである。これに対してテオプラストスは、異なる高さの音によってつくられる協和音が同時に聞こえることから、高い音と低い音では音が伝わる速さには差がないと述べている。

### 初期の音速測定

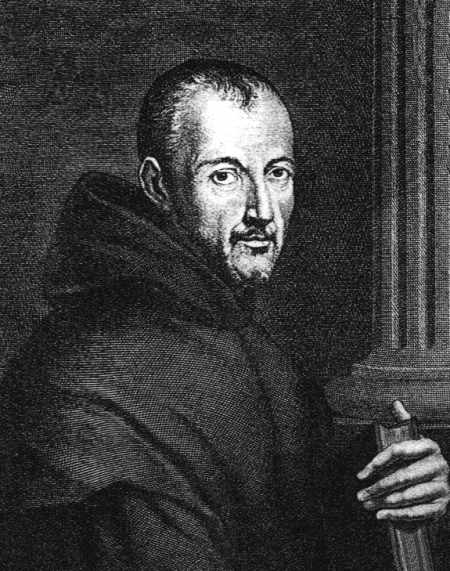
マラン・メルセンヌ

1627年、フランシス・ベーコンは著書『森の森』の中で、音速を測定する方法について書いた。寺院の尖塔にろうそくを持った人を立たせ、ろうそくの前にヴェールを置く。そして、鐘を打つと同時にヴェールを取り除かせる。観測する人は尖塔から1マイル離れた野原にいて、ろうそくの光が見えた時間と鐘の音が聴こえた時間の差を、自分の脈拍を使って測る。
ただしベーコンは自分ではこの方法を試していない。音速を初めて測定した人物として名前が挙げられるのは、ピエール・ガッサンディあるいはマラン・メルセンヌである。
ガッサンディは1635年、大砲の音を利用して、音速を毎秒478メートルと計算した。またガッサンディは、古代から伝えられていた「高い音は速く伝わる」という説を否定し、音速は音の高低や強弱によらず一定であり、また風速にも影響されないと主張した（ただし音速が風に影響されないというのは現代から見ると誤り）。
メルセンヌは音響学に関する書『普遍的和声』(1636,1637)を著し、その中で、砲声を利用して音速を求める測定について記した。これはベーコンが提唱したのと同じ測定法である。メルセンヌはこの測定法によって、音は空気中を毎秒230トアズ（448メートル）の速さで伝わり、その速さは音の種類や風向きなどに依存しないという結果を得た。メルセンヌはこの結果から、音波が地球を一周するのにかかる時間を21時間5(2/3)分と計算して、最後の審判の日に天使が吹き鳴らすトランペットの音は「約10時間以内に地球上のいたるところで聞きとられるであろう」と記した。
メルセンヌはさらに、自らが音を発して、その音が壁に反射して返ってくるまでの時間を計るという方法も試みている。この測定では、音の速さは毎秒162トアズ（316メートル）という結果を得た。砲声での測定と異なる値となったが、メルセンヌは最終的に、砲声の実験で得た毎秒230トアズのほうを音速値として採用している。

### 科学アカデミーにおける音速測定
1657年、ガリレオ・ガリレイの弟子たちによって、フィレンツェに最初の科学アカデミー「アカデミア・デル・チメント」が設立された。このアカデミーでは様々な実験がなされたが、その1つに音速の測定があった。
音速研究に取り組んだのはヴィンチェンツォ・ヴィヴィアーニとジョヴァンニ・ボレリで、実験自体はアカデミーが正式に設立される前の1656年におこなわれている。測定方法は銃声が聴こえるまでの時間を振り子を使って求めるというもので、測定により、振り子が15.5回振動する間に、音は1.2マイル（3600ブラッチア）進むという結果が残されている。振り子の長さや周期が書かれていないためこの数値だけでは音速は分からないが、別の実験で使われていた振り子の周期などから判断して、このとき得られた音速値は毎秒361メートルと推定されている。
デル・チメント設立後、パリの科学アカデミーやロンドンの王立協会が設立され、そこでも音速の値が測定された。パリ科学アカデミーの音速実験は、1677年にジョヴァンニ・カッシーニ、クリスティアーン・ホイヘンス、ジャン・ピカール、オーレ・レーマーらによって砲声を使っておこなわれ、毎秒1097パリフィート（356メートル）と測定された（王立協会の測定については後述）。

### ニュートンによる理論化

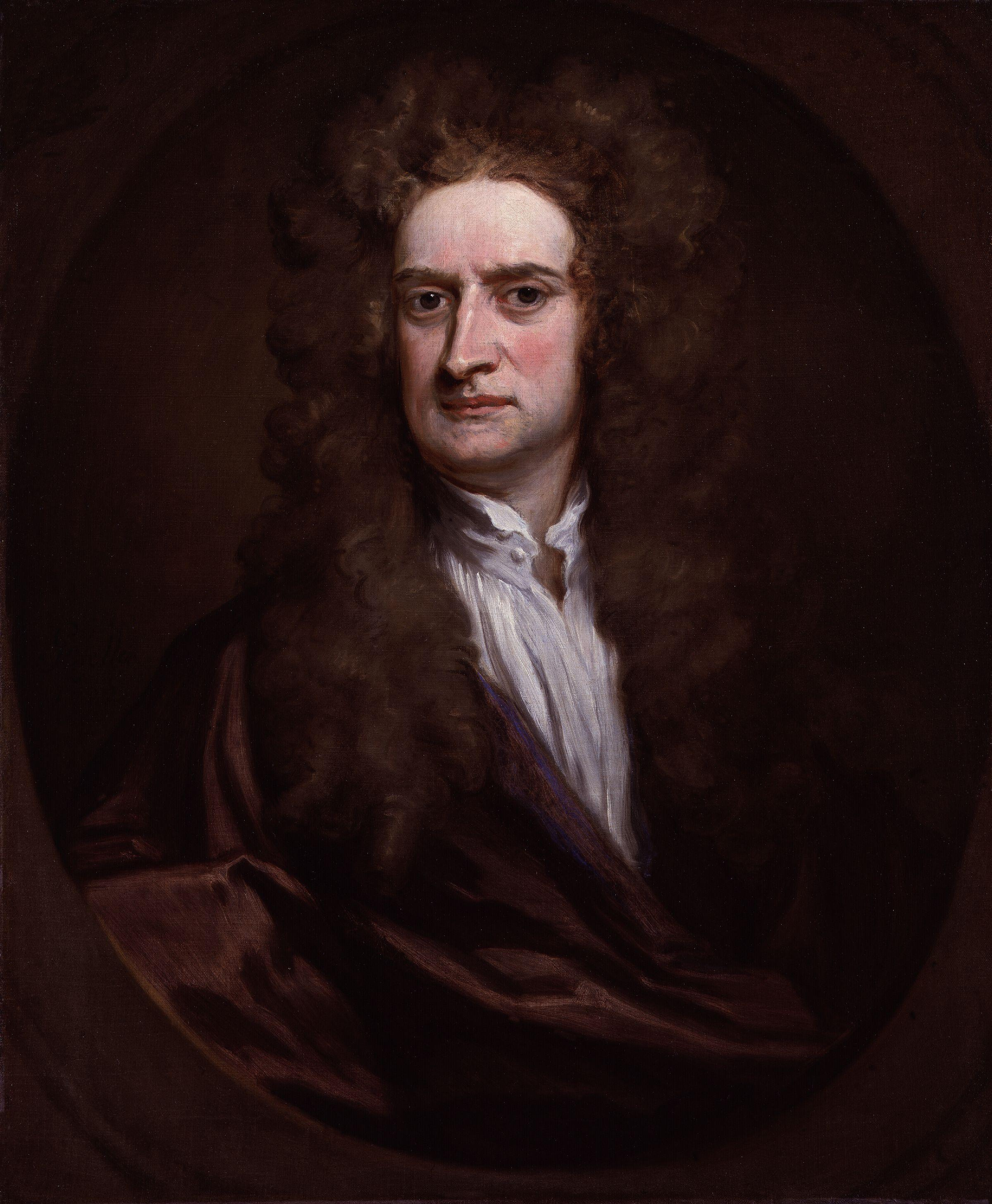
アイザック・ニュートン

音速値を初めて理論的に導き出したのはアイザック・ニュートンである。ニュートンは、音は空気の細かな粒子が押しつぶされたり膨らんだり繰り返すことで伝わってゆくと考えた。その上で、1687年に出された著書『プリンキピア』第2篇第8章の中で、次のように記している。
ここでいう「弾性力」とは、現代でいう体積弾性率 K [N/m2] を意味する。したがって、速度を v [m/s]、密度を ρ [kg/m3] とおくと、上記のニュートンの定理は
{\displaystyle v={\sqrt {\frac {K}{\rho }}}}
と表すことができる。
体積弾性率 K とは、圧力 P が dP だけ変化したときの、物体の体積 V の変化率 dV/V との関係式における比例定数のことであるため、
{\displaystyle dP=-K{\frac {dV}{V}}}
すなわち、
{\displaystyle K=-V{\frac {dP}{dV}}}
と定義される。これに加えて、ρV=一定（気体の質量は変化しない）の式を使うと、
{\displaystyle v={\sqrt {\frac {dP}{d\rho }}}}
と表せる。そして、ボイルの法則（ PV = 一定）が成り立つとき、k は圧力 P に等しくなり、音速は
{\displaystyle v={\sqrt {\frac {P}{\rho }}}}
と表すことができる。
ニュートンは、自らが導いた定理と、空気・雨水・水銀の比重、さらに振り子を振ったときの周期を利用して、実際に音速を計算した。そして、音は1秒間に968フィート（295メートル）進むという結果を得た。これはニュートン自身が測定した値である866～1272フィート（263～388メートル）の範囲内であった。
ところが、『プリンキピア』出版後の1698年にウォーカによって測定された音速値は、ニュートンの理論値と異なっていた。王立協会は理論値と測定値のずれを解消させるため、音速の再測定に取り掛かった。この測定はジョン・フラムスティードとエドモンド・ハレーの手でおこなわれ、1708年、ダーハムによって協会に報告された。その値は毎秒1071パリフィート（348メートル）で、ニュートンの理論値よりも大きい値であった。
その後ニュートンは1713年に出された『プリンキピア』第2版で、音速の理論値に修正を加えた。まず、初版では1：850としていた空気と雨水の比重を1：870と修正して、この計算で求められる音速値を毎秒979フィート（298メートル）とした。その上で、実際の音速はこの数値に加えて「空気の固体粒子の粗さ」を考慮に入れなければならないと述べた。
これは次のような理屈によるものだと考えられている。ニュートンの理論によれば、音は空間内にある空気の固体粒子の膨張・収縮が他の粒子に順々に伝わってゆくことで広がる。しかし仮に、一定の空間内に粒子がすき間なくぎっしり詰まっていたとすると、その空間の内部にある粒子は膨張・収縮の運動をすることができない。そのためこの場合は、端にある粒子が動いたとすると、空間内のすべての粒子が、膨張・収縮を経ることなく同時に動くことになるため、端にある粒子の運動がもう一端の粒子に瞬時に伝わることになる。そのように考えると、音速値は、先ほどの979フィートの他に、音が瞬時に伝わる分、すなわち固体粒子の直径分を加えなければならない。
ニュートンは固体粒子の直径：粒子間の距離を1：8ないし1：9と計算し、その結果として、音速は毎秒1088フィートになるとした。
そしてさらにニュートンは、大気中の蒸気についての補正も必要だと考えた。大気中には蒸気が含まれているが、これは音の伝達にはほとんど関与しない。そのため音の運動は、蒸気以外の「真の空気」のみを通って伝えられてゆくので、蒸気の分だけ音の伝達距離が延び、音速は速くなることになる。ニュートンはこの補正を加え、音速の理論値は毎秒1142フィート（348メートル）であると結論づけた。一方で実験値については、毎秒1070パリフィート（1142フィート）であることが確かめられていると記した。この実験値はフラムスティードとハレーによって測定された値を採用したと考えられている。

### 『プリンキピア』以後の音速研究
ニュートンは『プリンキピア』第2版で音速の理論値を補正することによって、理論値と実験値を一致させた。しかしこの補正をするにあたってニュートンが取りだした仮説は実際のところ根拠に乏しく、人々に受け入れられるものではなかった。
そのため、理論値と実験値とのずれは解消されたとはいえなかった。パリの科学アカデミーでは、セザール＝フランソワ・カッシーニらの手により、1738年にふたたび音速が測定された。測定方法は大砲の音を利用したもので、今までにないほど周到に測定されている。この測定では測定地点の温度も記録されており、それによると摂氏0度での音速は毎秒332メートルである。この値は現在の測定値とほぼ一致した値である。
1738年の実験時には、音速が温度によって異なるという事実は知られていなかった。これが明らかになるのは1740年以降である。ビアンコーニ伯はボローニャで夏と冬に音速を測定し、空気中の音速は気温と共に上昇するという結論を出した。またコンダミンは、涼しいキトーと暖かいケイエンヌで音速を測定し、ビアンコーニと同じ結論を導き出した。
ヨハン・ハインリッヒ・ランベルトは音速理論を考え直すことで測定値との差を埋めようとした。そしてベルリン会報1768年号に載せられた研究で、空気には水蒸気と「不均質な物質」が混じっていて、それらは音の伝播には無関係だから、音速を計算する時には取り除かなければならないと記した。しかし、空気中の水蒸気量を調べることは難しかった。そこでランベルトは逆の方法をとった。つまり、実際に測った音速の値と理論値とのずれの量から、空気中の水蒸気の量を求めようとしたのである。こうしてランベルトは、蒸気は大気の重さの3分の1以上を占めると結論付けたのであるが、この値は後になされた実験値と一致しない。

### 音速理論の完成
1762年、ジョゼフ＝ルイ・ラグランジュは音速理論の問題を解決させる1つの方法を提案した。それは、ニュートンが『プリンキピア』で採用した、弾性力が密度に正比例するという仮定を取り去ることである。こうすることにより、音速の理論値は変わる。そしてラグランジュは、弾性力は密度のべき乗に比例すると直感して計算し、その結果、弾性力が密度の3分の4乗に比例する場合、音速の理論値は実験値と比例することを示した。しかしこの計算は物理的な根拠に乏しいため、ラグランジュはこの仮説を「はかない憶測」だとして捨ててしまった。

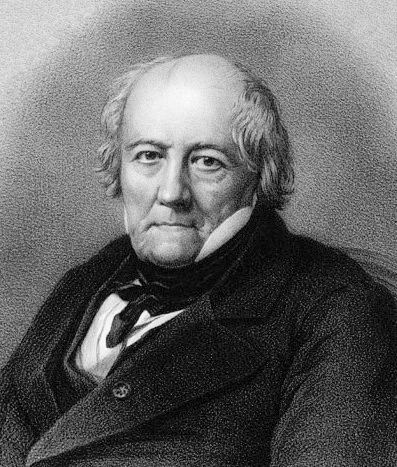
ジャン＝バティスト・ビオ

1802年、ジャン＝バティスト・ビオは、空気は急激に圧縮させると温度が上がり、膨張させると温度が下がることにふれた上で、音の伝播について次のように述べた。
音は空気の膨張・収縮によって伝わるとすると、その際に空気の温度は変化することになる。ニュートンは音の伝播を等温変化（ボイルの法則が成り立つ）として計算したが、音速を正しく求めるならば、温度変化も考えなければならない。ビオはラグランジュの手法を使って、弾性力が密度の1+α乗に比例すると考え、このとき音速は、これまでの理論値の{\displaystyle {\sqrt {1+\alpha }}}倍になると計算した。
αの値は「実験により直接知る手だてはない」としながらも、ビオは、ギヨーム・アモントンによる空気の弾性力の実験、およびジョセフ・ルイ・ゲイ＝リュサックによる気体の膨張実験から、α = 0.95と見積もった。しかしこのαから求めた音速値は、毎秒1227.73ピエ（399メートル）と、実験値よりもかなり大きくなってしまう。ビオは、このずれは仮説が正確でなかった等の理由によるものだとしたが、音速を計算するときに空気の圧縮による温度変化を考える必要性については最後まで強調した。

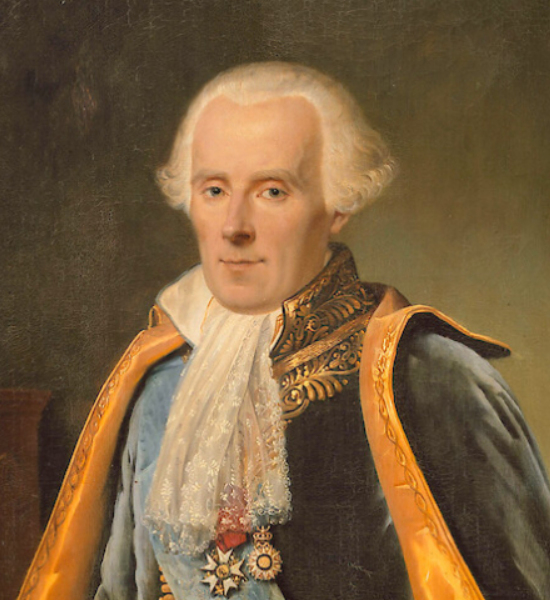
ピエール＝シモン・ラプラス

ピエール＝シモン・ラプラスも、ビオと同じように空気の圧縮にともなう熱を考慮に入れるべきだと考え、そして、この空気の圧縮・膨張は、現在の用語でいう断熱変化であると考えた。
この理論によると、ビオが述べたように弾性力は密度の 1+α 乗に比例し、その 1+α の値は、空気の定積モル比熱{\displaystyle c_{V}}と定圧モル比熱{\displaystyle c_{P}}の比で表せる。
すなわち、1+α = γとおくと、
{\displaystyle \gamma ={\frac {c_{P}}{c_{V}}}}
そしてこのγを使うと、音速vは、
{\displaystyle v={\sqrt {\gamma {\frac {P}{\rho }}}}}
と書くことができる。このラプラスの研究によって、音速の理論はほぼ完成された。

### ラプラス以後
ラプラスの式におけるγの値は、およそ1.4であることは分かっていたが、正確な値は求められていなかった。そのため、ラプラス以後は音速を実験で正確に求めることでγの値を定めようとする動きが起こった。また、音速の測定方法についても変化が見られ、ガラス管の中に作った定常波から求める方法もあみだされた。
1827年、コラドンとステュルムは、ボートから水中に鐘を沈め、その鐘の音が聴こえるまでの時間を計ることで、水中の音速を測定した。
固体中の音速については、古くは1800年前後に、エルンスト・クラドニが、棒を手で擦ることにより測定していた。クラドニはその結果、固体中では空気中よりも音がはるかに速く伝わることを発見し、空気中の音速を1としたとき、錫は7.5、銅は12、ガラスは17の速さになることなどを導いた。その後ビオも、鋳鉄中の音速を測定し、毎秒約3500メートルという値を得た。1866年にはアウグスト・クントが、金属の棒をこすって定常波を起こすことで、固体中の音速を測定した。